# Banggai (Sprache)
Banggai ist eine in Zentralsulawesi auf den Banggai-Inseln gesprochene Sprache. Sie gehört zu den malayo-polynesischen Sprachen innerhalb der austronesischen Sprachen.